# Ecnomiohyla fimbrimembra
Espèce
Synonymes
- Hyla fimbrimembra Taylor, 1948
- Hyla richardi Taylor, 1948 nec Baird, 1854
- Hyla richardtaylori Taylor, 1948

Statut de conservation UICN

 EN B1ab(iii) : En danger
Ecnomiohyla fimbrimembra est une espèce d'amphibiens de la famille des Hylidae.

## Répartition
Cette espèce se rencontre entre 750 et 1 900 m d'altitude dans la cordillère de Tilarán, la cordillère Centrale et la cordillère de Talamanca au Costa Rica et dans l'ouest du Panama.

## Publication originale
- Taylor, 1948 : Two New Hylid Frogs from Costa Rica. Copeia, vol. 1948, no 4, p. 233-238.